# 泉田村
泉田村（いずみだむら）は、長野県小県郡にあった村。現在の上田市中心部の西方、千曲川左岸から国道143号沿線にかけての地域にあたる。

## 地理
- 山：三ツ頭山、城山
- 河川：千曲川、浦野川、産川

## 歴史
- 1889年（明治22年）4月1日 - 町村制の施行により、小泉村・吉田村・福田村の区域をもって発足。
- 1956年（昭和31年）9月30日 - 上田市に編入。同日泉田村廃止。

## 村長
- 石井泉（1955年 - 1956年）

## 交通
- 上田温泉電軌
  - 青木線（1938年廃止）
    - 宮島駅 - 福田駅 - 古吉町駅 - 小泉駅

### 道路
- 国道143号